# Хопалово
Хопалово — деревня в Опочецком районе Псковской области России. Входит в состав Звонской волости.
Расположена у правого берега реки Великая, в 25 км к югу от города Опочка и в 10 км к западу от деревни Лобово.
Численность населения по состоянию на 2000 год составляла 11 человек, на 2012 год — 8 человек.
До 2005 года деревня входила в состав ныне упразднённой Лобовской волости с центром в д. Лобово.